# Національний театр у Белграді
Національний театр Сербії у Белграді (серб. Народно позориште у Београду) — один з найголовніших театрів країни.

## Історія
Вперше ідея про будівництво театру в Белграді виникла 1851 р. завдяки «Товариству любителів народної освіти». Будівництво театру (скоріш за все за проєктом Александра Бугарського) велося за розпорядженням князя Михайла Обреновича. Відкрився театр п'єсою «Георгій Бранковіч».
Будівлю було виконано за зразком театральних будівель того часу, більш за все міланської Ла Скала, від якої взяли концепцію та декоративне облаштування епохи Відродження. У 19 ст. також проводилися благодійні бали та концерти.1888 р. Велика Конституційна скупщина саме тут проголосувала за Конституцію Сербії. Першим керівником оперної секції театру був Станіслав Бінічкі.
При пізніших реконструкціях первісний вигляд було повністю змінено. Перша реконструкція тривала у 1911–1922 рр. Театр було розширено, він втратив частину зовнішнього декору. Друга була пов'язана з результатами бомбардувань Белграда 1941 р. Вона проводилася у 1964-1965 рр. Було змінено інтер'єр. Остання реконструкція відбулася в 1986-1989 рр., було добудовано частину в бік вулиці братів Юговичів (цілий новий корпус).
У 1999 р. під час бомбардувань Югославії цей театр єдиним у країні продовжував роботу. Плата за вхід була символічною — один динар.

## Сучасність
У цьому театрі три академічні трупи: опери, драми (з 1921 р.) та балету (з 1920). Також у будівлі знаходиться Музей театру. Виступи проходять на двох сценах: Головній із залом на 700 місць та сцені Раші Плаовича (на 300 місць).